# Sint-Annakapel (Koolwijk)
De Sint-Annakapel is een rooms-katholieke kapel in de Nederlandse plaats Koolwijk. De kapel is gewijd aan de moeder van Maria, Anna. De kapel behoort vanaf 1 januari 2016 tot de parochie Heilige Johannes den Doper. Tot 2016 behoorde de kapel bij de parochie St. Sebastianus uit Herpen.
De eerst bekende vermelding van de kapel dateert uit 1520. Doordat de kapel binnen het vrije Land van Ravenstein viel, werd het een veelgebruikte toevluchtsoord voor katholieken in de Meierij van 's-Hertogenbosch. De kapel is meermalen vergroot, waaronder in de 17e eeuw waarbij een toren aan de kapel is toegevoegd. Later is de kapel vergroot, maar de meest ingrijpende aanpassing volgde rond 1936 waarbij de kapel werd vernieuwd en verbouwd.
De kapel is uit baksteen opgetrokken, waarbij behalve de noordmuur, de bakstenen in 1936 geheel opnieuw zijn gemetseld. De vierkante toren boven de entree is verhoogd en voorzien van een kleine spits met klok. Aan de oostzijde bevindt zich de apsis.
De inrichting is neoclassicistisch. Twee Toscaanse zuilenrijen onderscheidt het schip van de zijbeuken. In de kerk is een relikwie aanwezig van Anna, opgeborgen in een reliekhouder in de vorm van een monstrans. Voor dit reliek gaf Paus Pius VII in 1801 een aflaatbul. Hierdoor is de Sint-Annakapel een bedevaartsplaats en wordt rond 26 juli het jaarlijkse Annafeest gehouden. Bejaarden roep haar aan voor een gezegende oude dag, echtparen vragen haar om hulp voor een harmonisch huwelijk. Vrouwen, die ongehuwd zijn, vragen om een echtgenoot: "Sint Anneke, Sint Anneke, geen me toch 'n manneke".

## Topografie
De St. Annakapel ligt aan een driesprong in de buurtschap Koolwijk: langs de oostzijde loopt de Koolwijksestraat en langs de noordgevel ligt het gebogen tracé van een oude weg met keibestrating. Deze straat vormde voorheen het begin van de landweg tussen Grote Koolwijk en Kleine Koolwijk. Ten westen van de kapel staat een laat 19e-eeuwse langgevelboerderij, vroeger tevens café. Aan de zuidzijde ligt het kapelveld. Op dit veld wordt jaarlijks op de hoogtijdag van St. Anna de mis gevierd.

## Geschiedenis
Op de plaats van de huidige kapel stond in de 15e eeuw een kleine eenbeukige kapel die in de tweede helft van de 17e eeuw werd vergroot of mogelijk vervangen door een wat grotere kapel (met toren) van hoofdzakelijk dezelfde vorm. De 17e-eeuwse kapel is op zijn beurt bij een verbouwing in 1820 vergroot met twee zijbeuken die langs de toren doorliepen. Zijbeuken en schip werden door een dak gedekt.
Toen pastoor Verkuijl in 1929 tot pastoor te Herpen werd benoemd, trof hij een ernstig vervallen kapel aan. Niet alleen het dak was nodig aan vernieuwing toe, maar ook de muren waren zo vochtig, dat het water ervan af sijpelde. Verkuijl zette een grondige restauratie in gang. In 1936 werd met het kapelbestuur, met name de kapelmeesters Adrianus Nass en Wim Spanjers, het plan besproken om de kapel te laten restaureren. Hierover werd advies gevraagd aan architect E.L. Jansen te Neerloon. De bisschoppelijk inspecteur H. van Helvoort heeft na inspectie van de kapel nog in discussie gebracht om een nieuwe kapel te bouwen, maar dat werd niet overgenomen. Daarna werd bij bisschoppelijk schrijven van 5 mei 1936 (nr. 1149) machtiging verleend tot restauratie volgens begroting van 2.566,50 guldens met inbegrip van vergoeding voor architect en toezicht. Omdat er in Herpen alleen aannemer Van den Berg aangesloten was bij de Katholieke Arbeidersbond, was er geen concurrentie bij de aanbesteding. Daarom werd alleen het werk aanbesteed bij inschrijving, uitsluitend over het werkloon. Het werk is begonnen op 10 augustus 1936.
Bij de verbouwing werd de noordmuur met nieuwe steen ommetseld, de andere muren werden afgebroken en door nieuwe spouwmuren vervangen. De toren werd verhoogd en er verrees een nieuwe sacristie tegen de zuidoostzijde. In zijn huidige gedaante betreft het een eenvoudige bakstenen georiënteerde kapel met pannendak, driezijdige koorsluiting en lage ingebouwde toren met open dakruiter.
In een buitennis in de oostelijke koorsluiting, die daar ook voor 1936 aanwezig was, is een kopie geplaatst van het laatmiddeleeuwse St. Annabeeld, aanwezig in de kapel. Daaronder is in 1960 een memoriesteen ingemetseld, die herinnert aan het vroegere belang van het gebouw als katholieke grenskapel aan de grens met Staats Brabant. Bij verdrag van 1631 werd in het Land van Ravenstein volledige vrijheid van godsdienst uitgeroepen. Kort hiervoor werden vanaf 1629 's-Hertogenbosch en de Meierij als veroverd gebied onder controle gebracht van de Republiek der Verenigde Nederlanden. Na de Vrede van Munster (1648) is het gedaan met de Roomse rechten in Brabant. Maar het neutrale Land van Ravenstein behoorde niet tot Brabant en behield zijn godsdiensvrijheid. De Koolwijk lag net in het Land van Ravenstein en de kapel werd een toevluchtsoord voor katholieken van Oss en omgeving; een grenskapel dus. Deze status van grenskapel komt ten einde, wanneer in het jaar 1800 het Land van Ravenstein wordt verkocht aan de Bataafse Republiek. De tekst op de steen luidt:
Op Zondag na 26 Juli van het jaar 1960 werd in deze eeuwenoude Sint Annakapel op de Koolwijk onder Herpen deze steen aangebracht en gezegend. De Deken van Oss deed dit samen met de Pastoor van Herpen en de Kapelmeesters ter blijvende herinnering aan de Osse Pastoors Septius, van Aelst en van Lent die van ca. 1640 tot 1672 van uit deze kapel de zielzorg voor hun parochianen uitoefenden // 1520 // 1960.
Inwendig is de situatie die na de vergroting van 1820 ontstond, bewaard gebleven: een neoclassicistische ruimte, door tweemaal vier gezwollen Toscaanse zuilen verdeeld in een schip en twee smalle zijbeuken. Boven de zijbeuken zijn vlakke stucplafonds; boven het schip is een tongewelf in stuc. Het schip heeft aan het oosteinde een halfronde absis.
De kapel is in 1965 aangewezen als rijksmonument. In 2010-2012 is op aanraden van Monumentenwacht in twee fases het dak vervangen. De noordzijde deels met subsidie van de Rijksdienst voor het Cultureel Erfgoed. De zuidkant uit eigen kas: alles bij elkaar een kleine halve ton.

## Bedevaart

### Cultusobject
- De kerk bezit een ovale theca met reliek van St. Anna, centraal geplaatst in een zilveren reliekhouder (hoogte 27,5 cm, Ø voet 10 cm) uit de 18e eeuw, in de vorm van een barokke monstrans, versierd met stenen en overtopt door een beugelkroon.

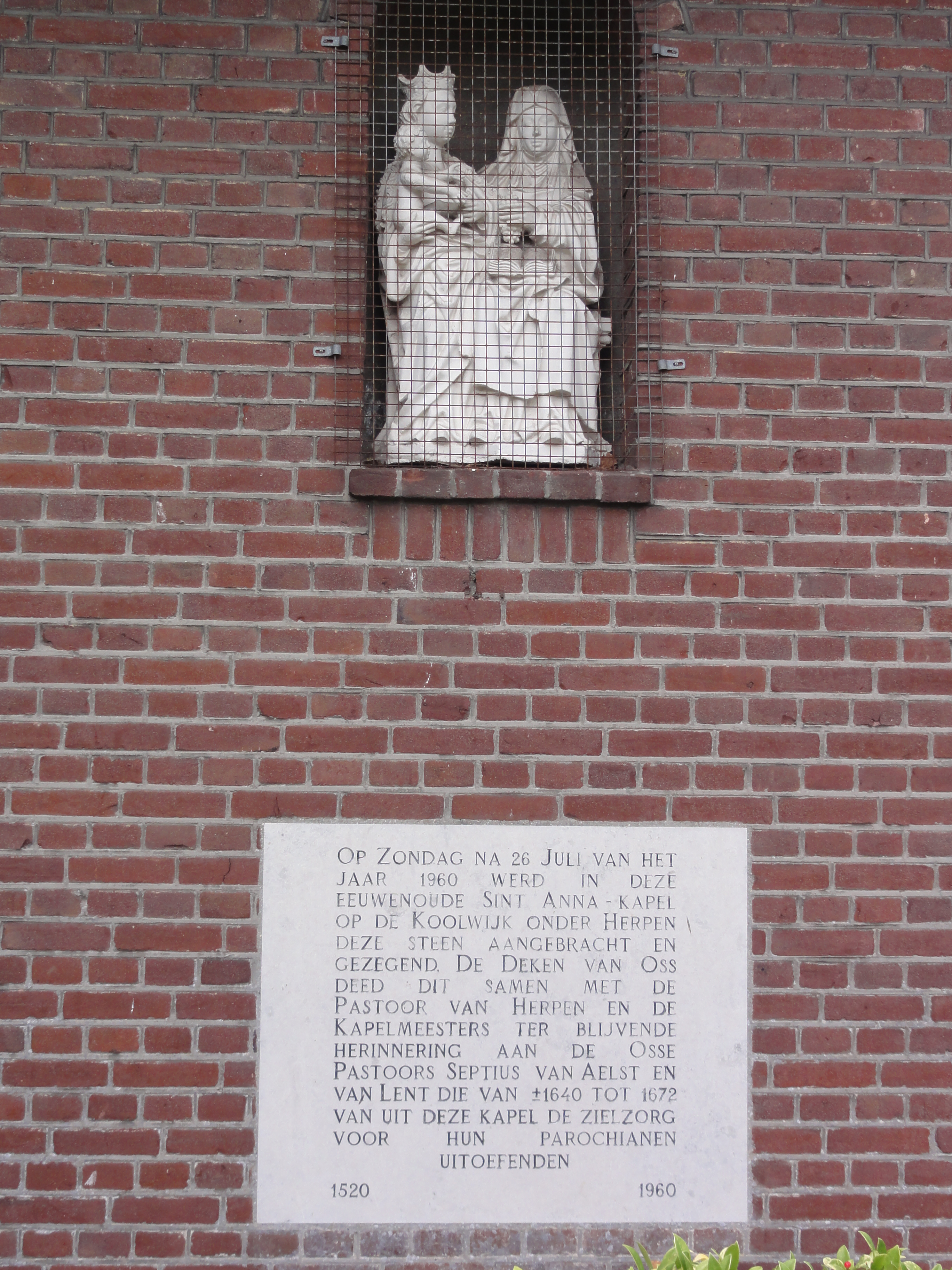
Anna-te-Drieënbeeld en plaquette bij kapel

- Een laatgotisch Anna-te-Drieënbeeld (hoogte 90 cm) van gepolychromeerd hout dateert uit circa 1490 en is mogelijk in West-Gelre (het tegenwoordige Noord-Limburg) vervaardigd. Anna en Maria zijn naast elkaar op een bank gezeten. Anna (rechts), met sluier en kindoek, houdt in haar handen een druiventros en op haar schoot ligt een geopend boek. Maria (links), gekroond, draagt op haar rechterarm het naakte Christuskind, dat zijn handjes uitstrekt naar de druiventros. De polychromie is vernieuwd door H. Cerfontaine in het tweede kwart van deze eeuw. Na de Tweede Wereldoorlog verbleef het beeld enige jaren in de parochiekerk van Herpen (ten minste tot 1961). Dit beeld is het oorspronkelijke cultusbeeld van Koolwijk. Het is geplaatst tegen de wand in de zuidoosthoek van de zuidbeuk.
- Sinds de 19e eeuw is de devotie echter steeds meer gericht op het beeld van Anna met Maria. Het gaat om een eenvoudig neobarok beeld van Anna die Maria onderwijst (hoogte ca. 1,40 m) van gepolychromeerd hout uit de eerste helft van de 19e eeuw. Het staat in de zuidzijde van het schip, tegen de meest oostelijke zuil. Anna, staande, met sluier en kindoek, houdt haar linkerhand op de schouder van Maria, die rechts voor haar staat, gekleed in een tunica. Met haar rechterhand wijst Anna in het opengeslagen boek, dat Maria op haar linkerhand houdt. De polychromie is mogelijk vernieuwd door H. Cerfontaine in het tweede kwart van deze eeuw. Bij het beeld horen twee zilveren kronen, in 1840 vervaardigd door H. de Leeuw uit 's-Hertogenbosch.

### Verering
- Een Annakapel wordt voor het eerst genoemd in 1520 in een kerkelijk beneficieregister van het prinsbisdom Luik als 'Capella S. Annae in Coelbeeck'. Uit dezelfde bron blijkt in 1566 dat de geestelijke die deze kapel bedient, alleen de stipendia en offers van de bezoekers als inkomen heeft. Het beeld van Anna-te-Drieën in de kapel, dat uit ca. 1490 dateert, wijst op een dan al bestaande devotie ter plaatse.
- In Koolwijk viert men het feest van St. Anna op de zondag onder het octaaf van haar feestdag, 26 juli (haar sterfdag). Zeker al sinds de 17e en 18e eeuw is er op die dag sprake van bedevaarten uit de omliggende dorpen naar de Koolwijk. Op 24 juli 1686 stelde bijvoorbeeld pastoor Joannes de Rover van Macharen een dialoog tussen Anna, Maria en Jezus samen, bestemd voor de processie 'op den grooten coolwijck'.
- Omdat Koolwijk in het Land van Ravenstein lag, tot circa 1800 een autonoom gebied onder het bestuur van een katholieke, Duitse vorst, gingen de katholieken uit het nabijgelegen Oss, waar de uitoefening van de katholieke eredienst verboden was, van ca. 1640 tot 1672 naar de mis in deze grenskapel. De Osse pastoors Matthias Septius, Leonardus van Aelst en Jacobus van Lent oefenden in deze periode vanuit de Koolwijk de zielzorg uit. De grote toeloop van gelovigen had tot gevolg dat de kapel werd vergroot ofwel door een groter bedehuis werd vervangen.
- De rector van de Mariakapel in ⟶ Handel, Bartholomaeus Luijten, bezocht in 1718 de kapel op de feestdag. Hij sprak daar de deken van het Land van Ravenstein, die hem toezegde dat hij voortaan jaarlijks een bedevaart naar Handel zou leiden als Luijten ieder jaar vanuit Handel een processie naar de Koolwijk zou aanvoeren. De rector beloofde dit vanaf het daaropvolgende jaar, 1719, te zullen doen. Hij sprak op de Koolwijk nog diverse andere pastoors, waaruit kan worden opgemaakt dat het gebruikelijk was voor de parochies in de omgeving om jaarlijks met hun pastoor in processie naar de Koolwijk te gaan. Dit zullen vooral de parochies uit het Land van Ravenstein zelf zijn geweest. Vanuit de aangrenzende Meierij, dat onder calvinistisch bestuur stond, konden geen processies worden gehouden.
- De bedevaart zal ongetwijfeld een stimulans hebben ondervonden toen men in de 18e eeuw een reliek van de H. Anna verwierf en nog meer toen paus Pius VII op 15 mei 1801 een aflaatbul uitgaf, waarin hij pelgrims, die op 26 juli of in de week daarna de kapel van Koolwijk bezochten, een volle aflaat verleende. De aflaatverlening had mogelijk tot gevolg dat de kapel in 1820 opnieuw moest worden vergroot. In ieder geval spreekt Van der Aa in 1845 over een drukke bedevaart, waarbij capucijnen uit Velp bij Grave een preek in de openlucht hielden. Dit zouden zij overigens tot 1965 blijven doen. In de 19e en eerste helft van de 20e eeuw was het vanwege het grote aantal bezoekers nodig om vijf missen op het feest van St. Anna te vieren. Pelgrims kwamen toen met name uit Oss, Berghem, Haren en Tilburg.
- Toen de bedevaarten na de Tweede Wereldoorlog terugliepen en het er naar uit zag, dat de Annafeesten een meer lokaal karakter gingen krijgen ('De Kollikse kermis'), richtte de Herpense pastoor Van Vught omstreeks 1957 een fonds op om de Annadevotie te bevorderen: de vereniging 'Vrienden van St. Anna'. Men kon een grote of een kleine vriend van haar worden, het verschil daartussen was ƒ2,50 contributie per jaar. Het initiatief had succes. In de beginjaren telde de vereniging 300 à 400 leden; later, vanaf de jaren tachtig, nog ongeveer 250. Het aanvankelijke succes had tot gevolg dat de kapel op de hoogtijdagen te klein werd. De pastoor besloot daarom de preek (steeds met als thema 'De lof van de degelijke huisvrouw') voortaan buiten te houden. Fanfare St. Hubertus uit Herpen luisterde de gebeurtenis op. Op het eind van de plechtigheid kon men de reliek van Anna vereren. Dit gebruik is later echter door pastoor Van Vught afgeschaft, omdat de eerbied bij de aanwezigen steeds meer ontbrak.
- In het begin van de jaren zestig, vooral na de komst van pastoor J. Willems in 1964, dreigden de Annavieringen te worden afgeschaft. De toenmalige kapelmeesters wisten dat te voorkomen en gaven de feestelijkheden een nieuw elan.
- De plechtige hoogmis op het feest van St. Anna wordt sindsdien steeds in de openlucht gevierd op het kapelveld, waar voor de gelegenheid een muziekkiosk is geplaatst. Hierop is voldoende ruimte voor het altaar en voor het parochiekoor uit Herpen. Ten behoeve van de bezoekers (de afgelopen decennia circa 400 à 500 per jaar met een uitschieter van 2000 in 1977) worden banken op het grasveld geplaatst. In een kraam tegen de kapel kan men devotionalia kopen (moderne houten Annabeeldjes, kaarsen en kaarten met een voorstelling van een van de Koolwijkse Annabeelden erop, foto's van de kapel). Het is de gewoonte dat ieder jaar voor het opdragen van de mis een vooraanstaande Nederlandse geestelijke wordt uitgenodigd. Op de feestdag is de kapel de hele dag open en om 15.30 uur wordt er een lof gehouden. Sinds enige jaren is de viering van het Annafeest gekoppeld aan een reünie van inwoners en oud-inwoners van de Koolwijk.
- Tot 1965 werd er op elke dinsdag van het jaar (behalve op feestdagen) in de Annakapel een mis opgedragen, waarna (sinds de 18e eeuw) de reliek van St. Anna kon worden vereerd. Voor deze vieringen werden de opbrengsten van een fundatie aangewend. Sinds 1965 werd de dinsdagviering naar het weekend (meestal op vrijdag- of zaterdagavond) verzet. Indien er geen priester beschikbaar was, werd een woord- en communiedienst gehouden. Net als op de jaarlijkse feestdag is bij de wekelijkse vieringen de reliekverering vervallen. Met ingang van 1 april 2017 is de wekelijkse Heilige Mis komen te vervallen. In plaats daarvan werd er iedere eerste zaterdag van de maand om 17.45 uur een Heilige Mis gehouden. Deze beslissing is genomen omdat er weinig belangstelling was voor de missen op vrijdagavond.[2] Vanaf 1 januari 2020 zijn ook de maandelijkse H. Eucharistie vieringen geheel komen te vervallen, vanwege te weinig kerkgangers. De kerstvieringen en de plechtige hoogmis op het feest van St. Anna blijven wel doorgaan.[3]
- Daarnaast is de Annakapel gedurende het jaar zeer geliefd als trouw- en doopkapel.

### Materiële cultuur
- Votiefgeschenken: aan de noordoostzijde van de kapel hangen twee kasten met zilveren en gouden ex voto's, waarschijnlijk geschonken in de 18e, 19e en 20e eeuw. In de eerste kast: elf hartvormige ex voto's, vier ex voto's in de vorm van een been; een in de vorm van een voet. In de tweede kast: vier hartvormige ex voto's (waaronder een van goud), een ex voto in de vorm van een hoofd, twaalf kruisjes (zilver en goud), diverse oorhangers, ringen en broches.
- Diversen:

1. In een buitennis in de oostelijke koorsluiting staat een kopie van het laatmiddeleeuwse St. Annabeeld, aanwezig in de kapel (zie 'Cultusobject'), uitgevoerd in geschilderde steen, waarschijnlijk in 1936 vervaardigd;
2. lindenhouten neobarok antependium van het hoofdaltaar, in het midden van de 19e eeuw vervaardigd door Gerard Lucius uit Berlicum/'s-Hertogenbosch (gesigneerd achter het reliëf van Joachim). Centraal in het antependium een opengewerkt paneel, waarin een cartouche met het Lam Gods, omgeven door bladvoluten en druiventrossen. Dit paneel wordt geflankeerd door twee smallere reliëfs, voorstellende de H. Anna, die [Maria onderwijst (rechts), en de H. Joachim met een schaap aan zijn voeten (links);
3. boven de westingang is een gebrandschilderd glas-in-loodraam van recente datum, waarop een voorstelling van het laatmiddeleeuwse Anna-te-Drieën-beeld, elders in de kapel;
4. in 1981 waren er devotiekaarsen te koop (h. 24 cm) met een zwarte opdruk van het beeld en de tekst 'St. Anna Koolwijk'.

- Devotioneel drukwerk

1. Godvruchtige oefeningen ter eere van de heilige Moeder Anna (Grave: J.R. Van Dieren, 1835)[4];
2. Paulinus o.m.cap., Devotieboekje ter verering van de H. Moeder Anna in de St. Anna Kapel op de 'Koolwijk' te Herpen (Grave: Graafsche Drukkerij, Wed. A. Verhaak N.V.; impr. F.N.J. Hendrikx, 's-Hertogenbosch 29 maart 1938). Coll. Heemkundekring Kempenland, streekarchief Eindhoven);
3. Liederen van Groot-Nederland, verz. door F.R. Coers Frzn., no. 31 Sinte Annaliedjes (Apeldoorn z.j.; p. 8);
4. devotieprentje (10,7 x 6,8 cm) met op de voorzijde een foto van het 19e-eeuwse cultusbeeld en de tekst 'H. Moeder Anna van de Koolwijk, bid voor ons' en op de achterzijde de tekst 'Oud wonderbeeld van de H. Moeder Anna bijzonder vereerd in de kapel op de Koolwijk te Herpen (N.B.)' en een lied; er bestaat ook een variant in een iets kleiner formaat en iets andere teksten;
5. gestencild vouwblad 'Sint Annafeest Koolwijk' (ca. 1980);
6. ansichtkaart met kleurenfoto van het 19e-eeuwse cultusbeeld. Op de achterzijde de tekst '"St. Anna". Koolwijk Herpen' (ca. 1990);
7. ansichtkaart met kleurenfoto van de kapel en de tekst 'St. Anna kapel-koolwijk' (Berghem: foto Emile Bonte, ca. 1981)

## Lied van Moeder Anna
Moeder Anna luid en blij

Moet tot u mijn loflied rijzen

Moeder van Gods Moeder wij

Moeten uwe glorie prijzen

Straalt er op de dochter eer

't Schittert op de Moeder weer (bis)
Waar de zon haar stralen schiet

Vloeit van duizend dankb're tongen

't U verheffend zegelied

Steeds door d'Engelen meegezongen

Prijzend Gods Geheimenis

Die in U voltrokken is (bis)
Wonder zonder wederga

Vlek'loos hebt gij Haar ontvangen

Door den Heren heilgena

't Kind van Moederlijk verlangen

Anna ja alleen uw kind

Is aldus door God bemind (bis)
En ik zou niet luid en blij

U in uwe dochter prijzen

Waar door heel der eeuwen rij

't Loflied voor U op bleef rijzen

Wie werd als uw vlek'loos kind

Meer door d'eeuwen heen bemind? (bis)
Van uw dochter zonder smet

straalt de weerglans op U neder

En uw moederlijk gebed

Tot haar Zoon komt vruchtbaar weder

Moeder van Gods Moeder Gij

Anna bid dan bid voor mij. (bis)

## M.I.P. omschrijving
- Naam monument: St. Annakapel
- Bouwperiode: 1520
- Gevels en materialen: Baksteen, muurwerk circa 1900.
- Vensters en deuren: Rondboogramen met glas-in-lood.
- Dak en bedekking: Leien spitsen. Tuile du Nord pannen.
- Bijgebouwen: In een nis buiten aan de koorsluiting beeld van St. Anna te Drieën, wit geverfd, kopie van het gepolychromeerde beeld in de kerk van Herpen, dat eveneens uit deze kapel afkomstig is.
- Omschrijving: St. Annakapel, reeds vermeld in 1520 (in haar tegenwoordige vorm 2e helft 17e eeuw). Latere vergrotingen maar bijna geheel vernieuwd met 3/8 koorsluiting en torentje.

## Trivia
- In Schaijk is een straatnaam vernoemd naar de Sint-Annakapel: St. Annastraat.
Deze straatnaam ligt op de route naar de Sint-Annakapel en is ontstaan door de vele bedevaartgangers naar St. Anna op Koolwijk.

## Galerij

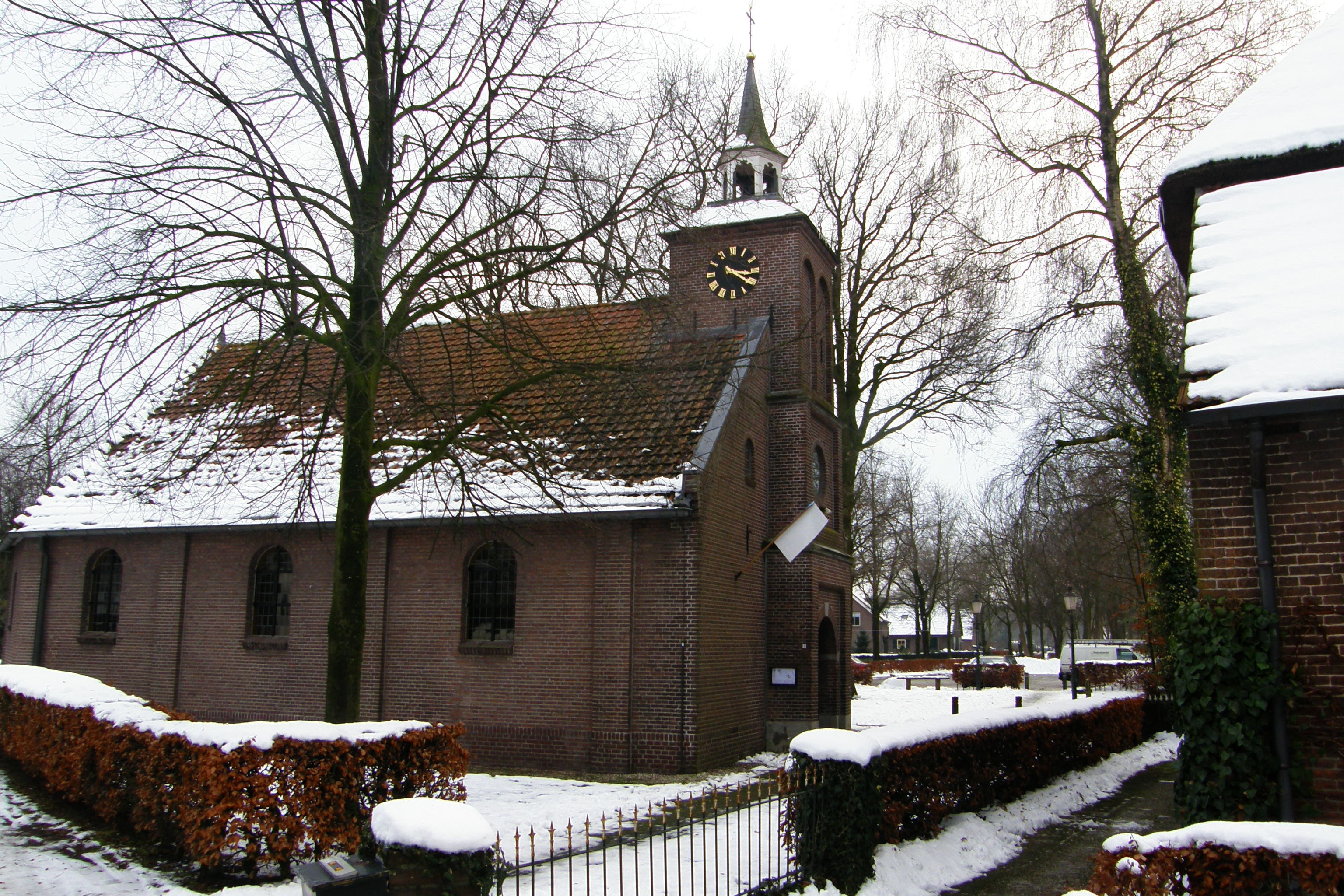
Zijaanzicht
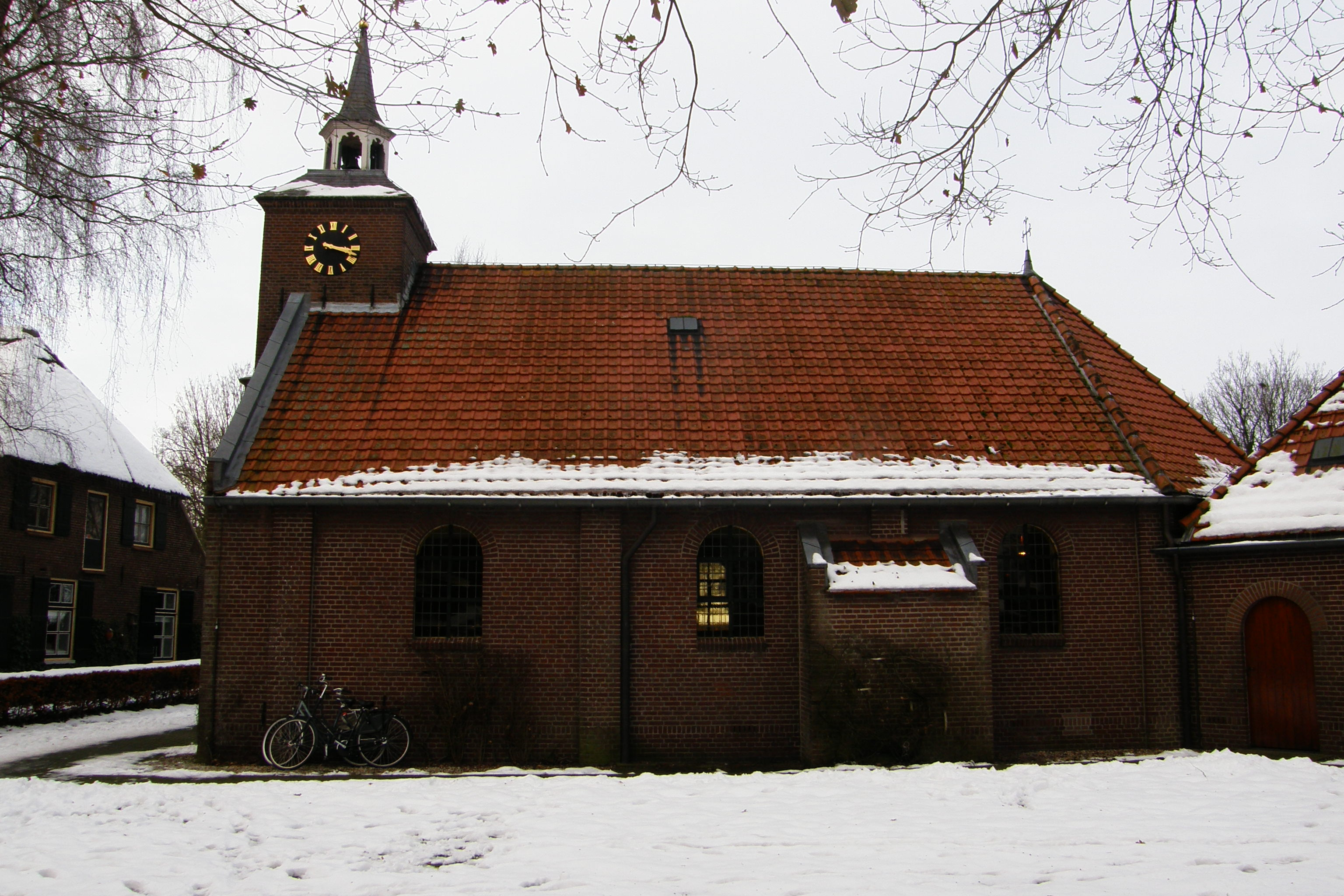
Zijaanzicht
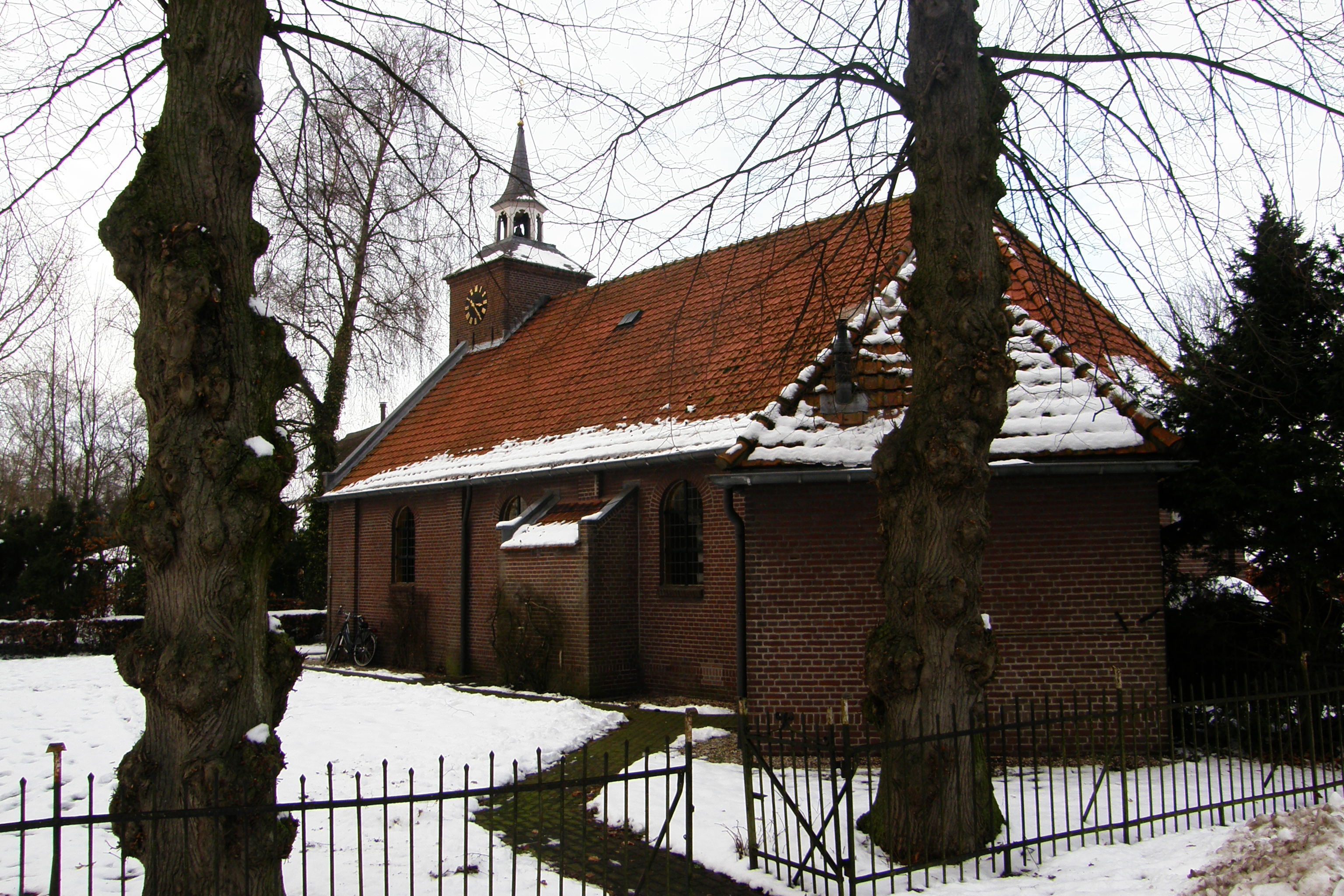
Achteraanzicht
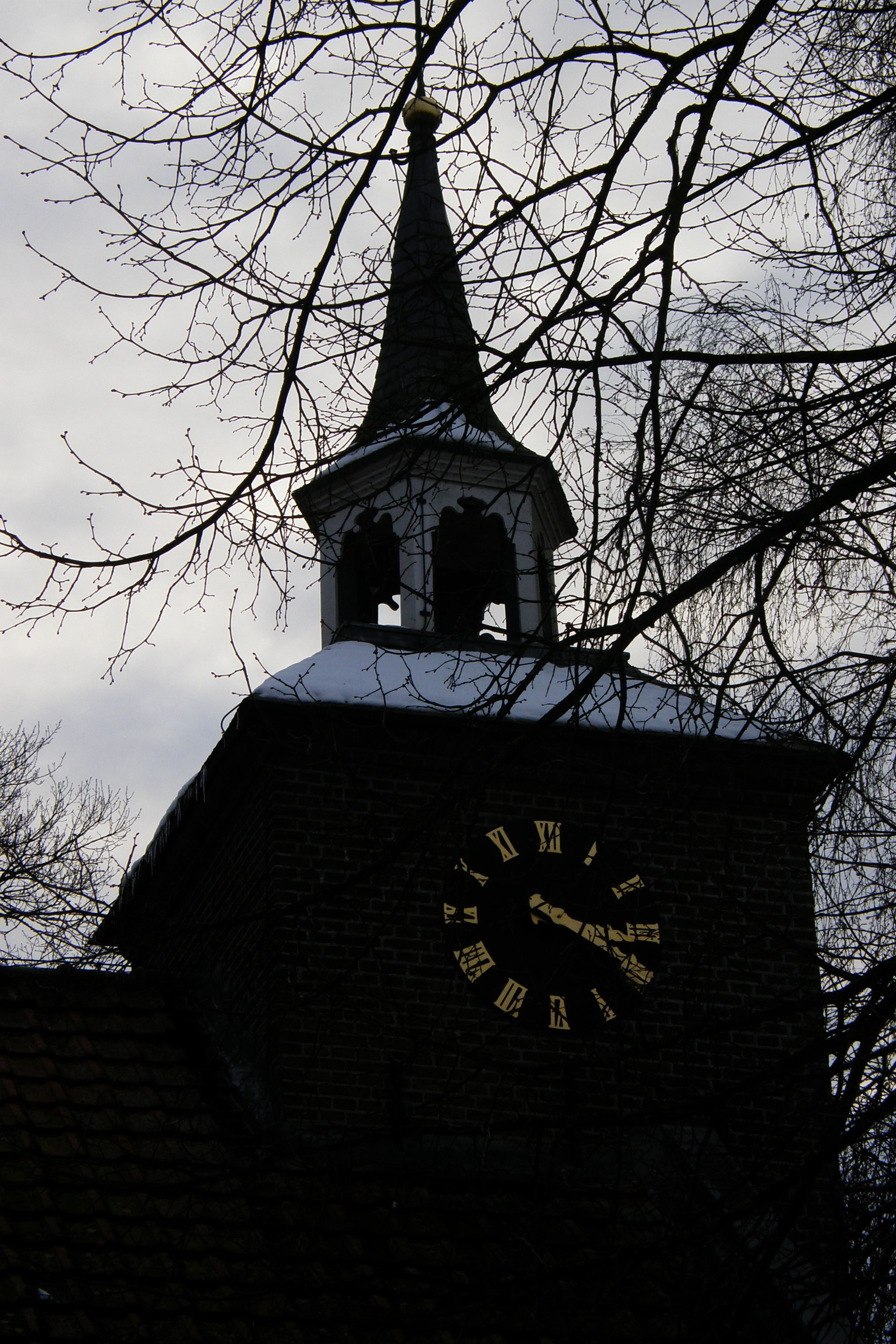
Toren